# 음모 (1947년 영화)
음모(Intrigue)는 에드윈 L. 마린 감독의 1947년 영화이다. 조지 래프트, 준 하복, 헬레나 카터가 출연하였다.